# Buten un binnen

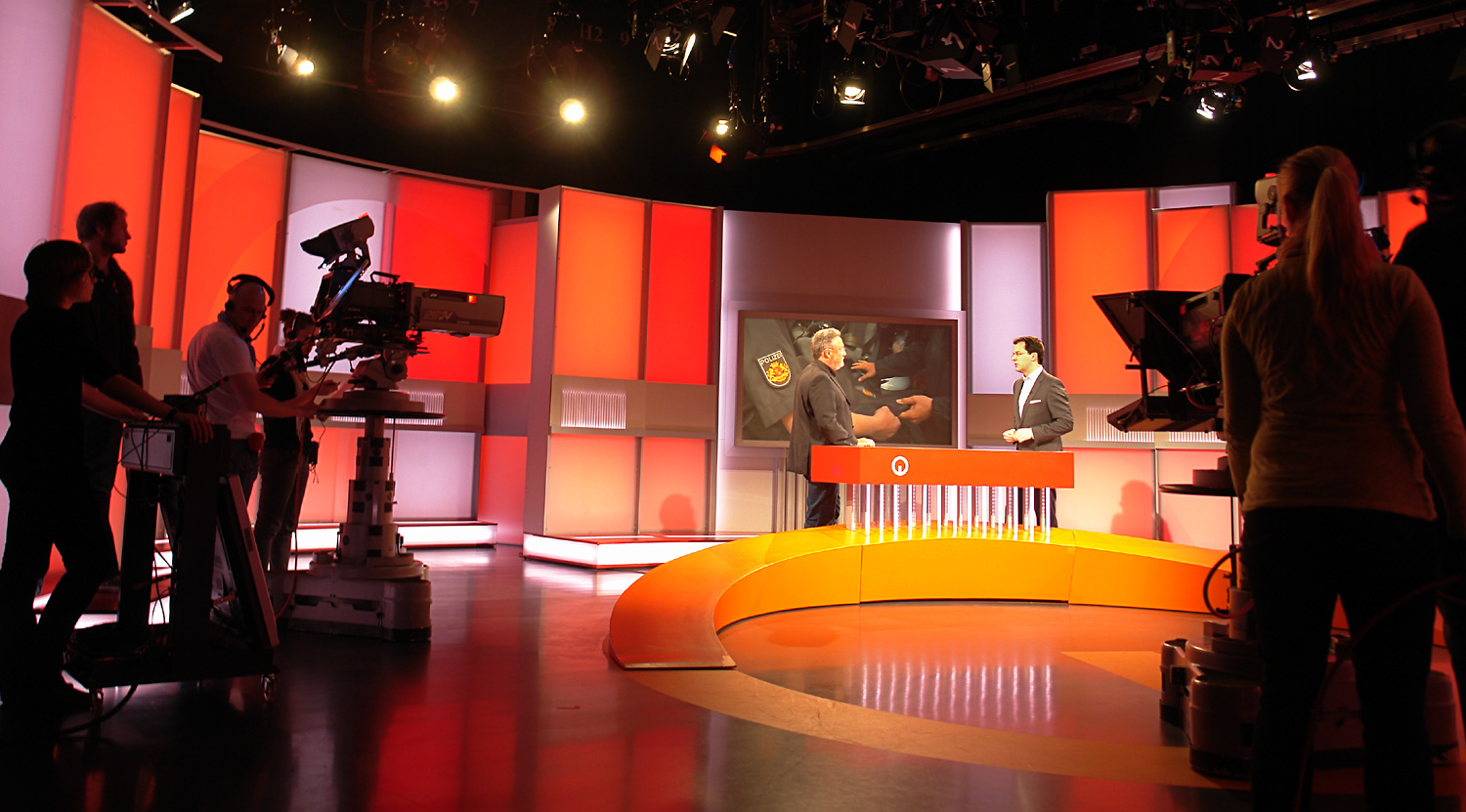
Ehemaliges buten-un-binnen-Studio

buten un binnen ist eine Fernsehsendung, die von der öffentlich-rechtlichen Rundfunkanstalt Radio Bremen produziert wird. Sie ist das Regional- und Lokalmagazin für die Freie Hansestadt Bremen (Bremen und Bremerhaven). Außerdem ist buten un binnen die Dachmarke des Senders für regionale Information in Fernsehen, Hörfunk und Online.

## Geschichte
Die Sendung wurde 1980 vom damaligen Radio-Bremen-Fernsehchef Ulrich Kienzle als tägliches Format entwickelt. Die erste Sendung wurde am 1. September 1980 ausgestrahlt, in den ersten zwei Monaten noch unter dem Namen „Bremer Berichte“. Der lässige und provokante Stil der damaligen Moderatoren Christian Berg und Michael Geyer brachte frischen Wind in die Fernsehlandschaft und wurde mehrfach ausgezeichnet. Sie präsentierten anfangs auch „Bremen aktuell“, die erste Nachrichtensendung von buten un binnen.
2003 und 2004 präsentierte  buten un binnen am Schluss der letzten Sendung der Woche ein Musikvideo zu einem jeweils regional aktuellen Thema, komponiert, getextet und aufgeführt vom gebürtigen Bremer Künstler Mark Scheibe.
Im August 2013 wurde ein aktualisiertes Konzept der Sendung vorgestellt und zum 1. September 2013 erstmals gesendet.
Ziel sei die Stärkung der Marke buten un binnen. Allerdings ging diese Konzentration zu Lasten fast aller weiteren Eigenprogramme von Radio Bremen. So fielen u. a. die Tiersendung Tierladen und die Nordländer weg. Letzteres Magazin war eine Sendung, die über den Tellerrand bremischer Berichterstattung hinaus nach Niedersachsen, Schleswig-Holstein, Mecklenburg-Vorpommern und Hamburg schaute.
Redaktionsleiter von buten un binnen war seit 15. Februar 2011 Guido Schulenberg, ihm folgte mit Frank Schulte im April 2014 eine Neubesetzung. Aktuell leitet Lars Rosentreter die Fernsehsendung, Frank Schulte ist für die gesamte regionale Berichterstattung aller Gewerke zuständig.

## Sendeinhalte

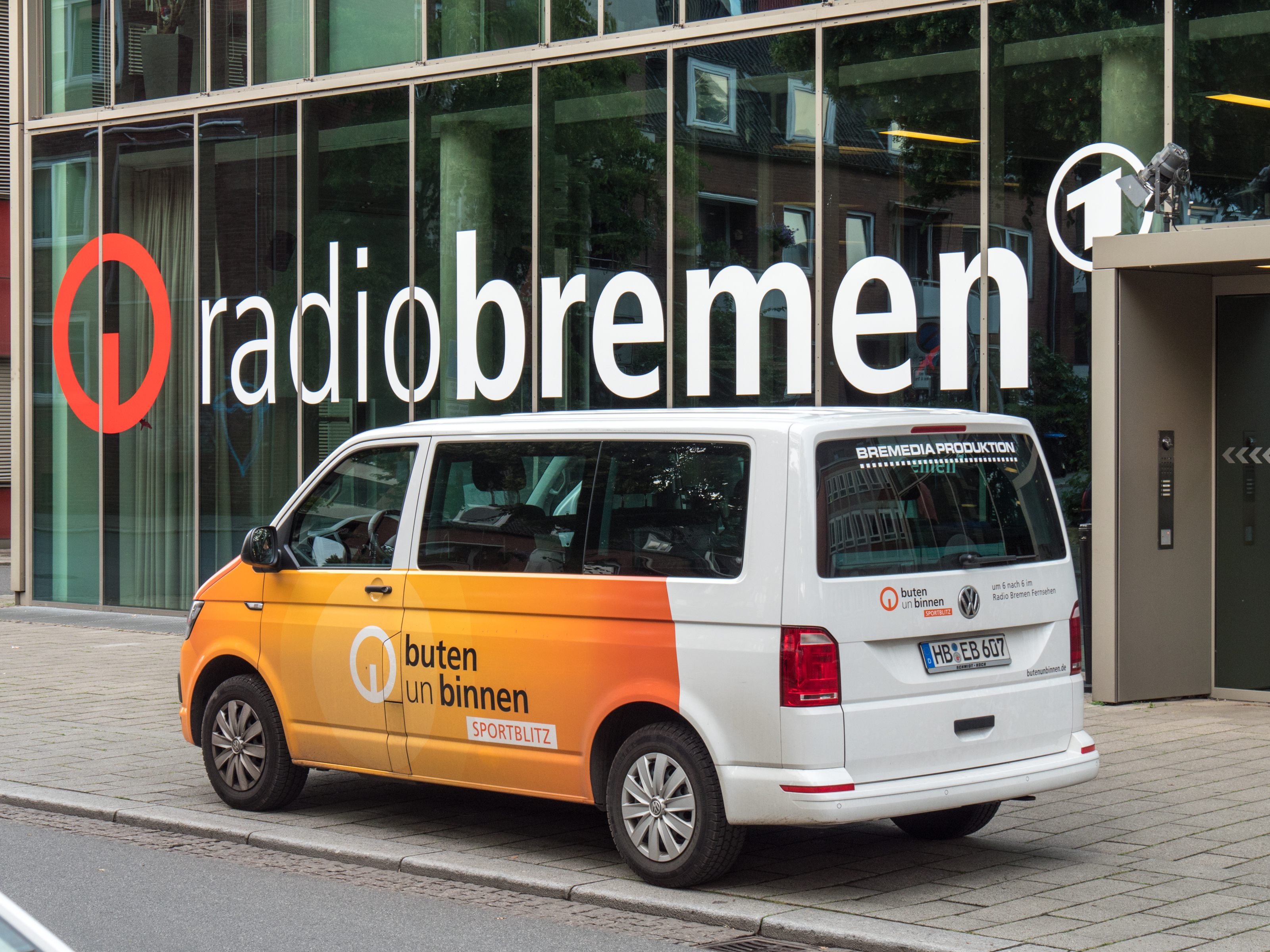
Buten un binnen Sportblitz-Fahrzeug vor dem Sendehaus

buten un binnen informiert täglich über das politische, gesellschaftliche und kulturelle Leben in und um Bremen, Bremerhaven und dem Bereich der Metropolregion Nordwest. Seit September 2013 läuft buten un binnen täglich um 19:30 Uhr als halbstündige Magazinsendung sowie als Wiederholung am folgenden Tag um 10:30 Uhr im Radio Bremen TV. Sie wird zusätzlich als Wiederholung im NDR Fernsehen und auf tagesschau24 ausgestrahlt. Vorab gibt es werktags um 18:00 Uhr die etwa sechsminütige Kompaktausgabe buten un binnen um 6 mit einer Zusammenfassung der wichtigsten Ereignisse des Tages und einer Vorschau auf die Themen der Hauptsendung.
Zum Sendeschema der Hauptsendung gehören u. a. die Rubriken „Sportblitz“ und das „Wetter“ sowie mehrjährige Serien wie „Herdbesuche“ oder „Wer kennt wen“, thematische Wochenserien wie „Branchencheck“, „Dorfbesuche“ oder „Wo Bremen arm ist“ und in loser Folge die Serienbeiträge „Zeitreise“ und „1000 Meisterwerke“.

## Aktuelle Moderatoren
| Moderator          | Einstieg |                  |
| Felix Krömer       | 2016     | Hauptmoderator   |
| Kirsten Rademacher | 2016     | Hauptmoderatorin |
| János Kereszti     |          | vertretungsweise |
| Lena Oldach        |          | vertretungsweise |
| Lea Reinhard       |          | vertretungsweise |

Moderatoren und Reporter der Sportsendungen sind aktuell Jan-Dirk Bruns, Pascale Ciesla, Stephan Schiffner, Jenny Stadelmann und Janna Betten. Den täglichen Wetterbericht moderieren Andree Pfitzner, Constanze Hosfeld-Seedorf, Anastasia Hill, Jessica Liedke und Katja Runge.

## Name der Sendung

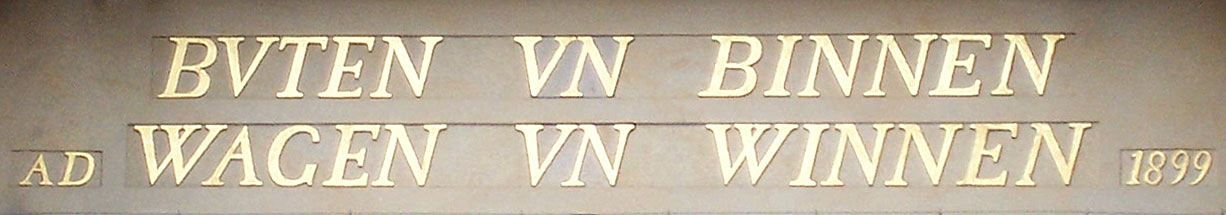
Wahlspruch im Portal des Schüttings

buten un binnen ist Niederdeutsch und bedeutet in etwa „draußen und drinnen“; die Sendung berichtet also über Bremen („binnen“) und Umgebung („buten“). Ihr Titel nimmt den von Otto Gildemeister geprägten Wahlspruch der Bremer Kaufleute auf, der 1899 am Portal des Schütting angebracht wurde: buten un binnen – wagen un winnen (draußen und drinnen – wagen und gewinnen). Zum Start des Regionalfernsehens im Herbst 1980 wurde von einer Zuschauerin dieser Namensvorschlag eingereicht.

## Titelmelodie
Die Titelmelodie ist eine verfremdete Version von Bachs Jesus bleibet meine Freude (Kantate 147).

## Auszeichnungen (Auswahl)
- 1998: Bremer Fernsehpreis, ehrende Anerkennung für die ganze Sendung vom 22. Januar 1998
- 2008: Bremer DRK-Medienpreis, Kategorie Fernsehen für buten un binnen-Reportage[9]
- 2013: Bremer Fernsehpreis, Kategorie „Einzelner Beitrag“[10]
- 2014: Bremer Fernsehpreis, Sonderpreis in der Kategorie „Der Bildschirmfüller“[11]
- 2015: Bremer Fernsehpreis, ehrende Anerkennung in der Kategorie „Beste Sendung“[12]